# Mamatola renatus
Mamatola renatus är en insektsart som beskrevs av William Lucas Distant 1910. Mamatola renatus ingår i släktet Mamatola och familjen lyktstritar. Inga underarter finns listade i Catalogue of Life.